# مهرجان العلوم
مهرجان العلوم هو مهرجان يُبرز العلوم والتكنولوجيا في أجواء تُشبه مهرجانات الفنون أو الموسيقى، ويستهدف بشكل رئيسي عامة الجمهور. تتنوع فعاليات التفاعل العام هذه، لتشمل المحاضرات والمعارض وورش العمل والعروض الحية للتجارب والجولات المصحوبة بمرشدين وحلقات النقاش. كما قد تُقام فعاليات تربط العلوم بالفنون أو التاريخ، مثل المسرحيات والقراءات الدرامية والإنتاج الموسيقي. المحتوى الأساسي هو العلوم والتكنولوجيا، لكن أسلوبه مستوحى من عالم الفنون.